# Paul Ludolf Melchers
Paul Ludolf Melchers, S.J., nemški rimskokatoliški duhovnik, škof in kardinal, * 6. januar 1813, Münster, † 14. december 1895.

## Življenjepis
5. junija 1841 je prejel duhovniško posvečenje.
3. avgusta 1857 je bil imenovan za škofa Osnabrücka; škofovsko posvečenje je prejel 20. aprila 1858.
Med 8. januarjem 1866 in 3. julijem 1885 je bil nadškofa Kölna.
27. julija 1885 je bil povzdignjen v kardinala in imenovan za kardinal-duhovnika S. Stefano al Monte Celio.
Leta 1892 je podal redovne zaobljube pri jezuitih.